# Hans-Joachim Deckert
Hans-Joachim Deckert (* 28. Februar 1932 in Mannheim; † 8. März 2010 in Wien) war ein deutscher Journalist, Auslandskorrespondent und Chefredakteur. Nicht zu verwechseln mit dem gleichnamigen Generalmajor der Wehrmacht.

## Leben
Deckert wuchs in der Pfalz auf. Er besuchte das Gymnasium in Landau und studierte nach dem Abitur Volkswirtschaft an der Universität Mannheim. Schon während seines Studiums arbeitete er als freier Mitarbeiter für den Mannheimer Morgen. Volontariat 1956, danach begann der mittlerweile diplomierte Volkswirtschaftler als Redakteur im Ressort Politik. 1962 wurde er Ressortleiter Wirtschaft, 1974 Chefredakteur. Ab November 1989 Herausgeber und Verleger des Kölner Stadtanzeigers.

## Korrespondent in Moskau
Der Mannheimer Morgen unterhält gemeinsam mit weiteren vergleichbaren, aber nicht konkurrierenden Zeitungen ein gemeinsames Korrespondenten-Netz, um Eigenständigkeit gegenüber Nachrichtenagenturen wie der dpa zu pflegen. Dem Verbund gehören unter anderem der Konstanzer Südkurier, die Koblenzer Rhein-Zeitung oder der Kölner Stadt-Anzeiger an. 1985 wurde in diesem Verbund die Stelle des Moskau-Korrespondenten frei, Deckert bewarb sich und siedelte 1985 in die sowjetische Hauptstadt. Es war die aufregende Glasnost- und Perestroika-Ära des neuen Parteichefs Michail Gorbatschow.

## Umzug nach Wien
Nach vier Jahren Moskau kehrte Deckert zurück nach Deutschland und übernahm 1989 die Chefredaktion des Kölner Stadt-Anzeigers. Chefredakteur sei er zu lange gewesen, sagte er einmal, Auslandskorrespondent zu kurz. So gab er die Chefredaktion in Köln 1993 ab, schrieb für die Wirtschaftswoche und die Zeit, und zog 2003 mit seiner Frau Ljudmilla, die er in Moskau geheiratet hatte, nach Wien. Von dort aus berichtete er 17 Jahre lang – weit über das Pensionsalter hinaus – als Südosteuropa-Korrespondent für den Zeitungsverbund, für diverse überregionale Blätter wie die Wirtschaftswoche, die Zeit und gelegentlich für den Deutschlandfunk. Deckert starb am 8. März 2010 in Wien an den Folgen eines schweren Sturzes.

## Auszeichnungen
- Theodor-Wolff-Preis 1973/74